# Wageningen (Surinam)
Wageningen es un ressort y una localidad agrícola en el distrito de Nickerie en Surinam, se encuentra en la confluencia de los ríos Nickerie y Marataka; se le conoce como el centro arrocero de Surinam, donde anteriormente se encontraba la empresa estatal Stichting Machinale Landbouw (SML), que actualmente es la Organización Arrocera de Surinam (SRO) tiene en posesión aproximadamente 5.000 hectáreas de tierra cultivable.
En la localidad viven alrededor de 6.000 personas. Wageningen tiene una estación de policía, casa de gobierno y reside el cuerpo médico del distrito. El sitio también tiene una pista de aterrizaje para aviones (código de aeropuerto: AGI).